# Vîntorivka, Seredîna-Buda
Vîntorivka (în ucraineană Винторівка) este un sat în orașul raional Seredîna-Buda din regiunea Sumî, Ucraina.

## Demografie
Componența lingvistică a localității Vîntorivka
     Rusă (100%)
Conform recensământului din 2001, toată populația localității Vîntorivka era vorbitoare de rusă (100%).